# Утешение при лихорадках
«Утешение при лихорадках» (арм. Ջերմանց մխիթարություն, Джерманц мхитарутюн) — основное сочинение средневекового армянского врача Мхитара Гераци, написанное в 1184 году.

## История создания и содержание
К написанию труда Гераци приступил в начале 1180-х. Для этого он собрал труды античных и восточных медиков, долго путешествовал по болотным краям Киликийской Армении, где в то время была распространена малярия и другие инфекционные болезни. Эти экспедиции всячески поощрял армянский католикос Григор Тга, которому и было посвящено «Утешение при лихорадках».
Термином «лихорадка» автор пользуется для обозначения болезней, вызывающих жар, например малярия, жёлтая лихорадка, брюшной тиф. Написан на разговорном среднеармянском, чтобы быть более доступным простому народу. В труде «лихорадки» делятся на три клинических вида, в зависимости от периодичности причиняемого жара: однодневные (ежедневный жар), трёхдневные (каждый третий день) и четырёхдневные (каждый четвёртый день). В общей сложности содержит 46 глав (не считая введения). Ряд высказанных Мхитаром идей надолго опередили своё время. Основным результатом выраженных в труде взглядов стало уникальное учение о так называемом «плесневом» факторе в происхождении инфекционных болезней. Согласно этому учению, причиной инфекционных заболеваний является «плесень», существующий в крови и других телесных жидкостях. По мнению исследователя армянской медицины, академика Л. А. Оганесяна, «в домикробиологический период ни один врач не пользовался столь близкой к истине терминологией для описания сущности инфекции, как Гераци». «Плесневая» теория ещё долго оставалась доминантной в армянской медицине.

## Рукописи и издания

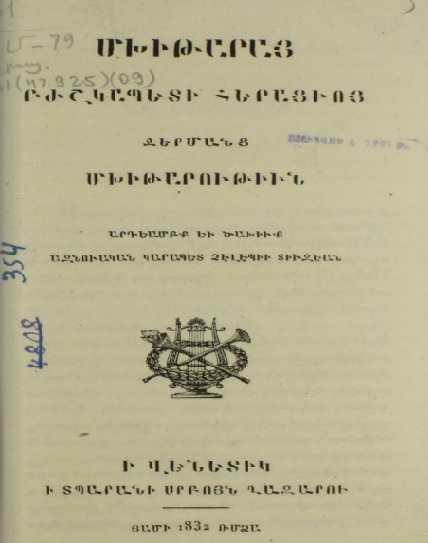
Титульный лист издания 1832 года

Отрывки из труда цитируются во многих средневековых армянских лечебниках, а его сокращённая редакция вошла в «Лечебник Гагика-Хетума». Содержащий цельный текст (рукопись XVII века) впервые была найдена в 1727 году в Константинополе и приобретена Парижской национальной библиотекой. На основе этой рукописи сочинение было издано в 1832 году в Венеции. Позже были найдены и более ранние рукописи, древнейшая из которых ныне хранится в Матенадаране (рукопись № 416, 1279 год). В конце XIX века работа Гераци обратила на себя внимание западных экспертов, благодаря переводам некоторых отрывков немецкими учёными. В 1899 году несколько фрагментов были переведены и на французский язык. В 1907 году Эрнст Зайдель, один из наиболее глубоких исследователей творчества Гераци, сделал полноценный перевод «Утешении при лихорадках» на немецкий и издал его в 1908 году в Лейпциге, Германия. Зайдель высоко оценил труд Гераци, в предисловии к переводу он пишет: 
«Если мы сопоставляем без предубеждения вышедшую несколькими десятилетиями ранее „Физику“ Хильдегарды с произведением нашего армянского мастера, то мы должны решительно предоставить последнему пальму первенства за основательное знание природы, последовательное самостоятельное мышление и полную свободу от схоластической кабалы.»
В 1955 вышел в свет русский перевод труда.
Издание и переводы
- Մխիթար Հերացի. Ջերմանց Մխիթարութիւն (арм.) / пер. Карапет Тюзян. — Венеция: изд-во Мхитаристов, 1832. — 150 с.
- Mechithar, der Meisterarzt aus Her. Trost Bei Fiebern (нем.) / вступ. ст., пер. и комм. Эрнст Зайдел. — Leipzig: Barth, 1908. — 308 S.
- Мхитар Гераци. Утешение при лихорадках / пер. Леон Оганесян. — Ереван: изд-во АН АрмССР, 1955. — 268 с.